# Valeriu Novacu
Valeriu Novacu (n. 26 iunie 1909, Pecica, Austro-Ungaria – d. 20 martie 1992, București, România) a fost un fizician, membru corespondent al Academiei Române.
A fost membru ilegalist al Partidului Comunist din România și a activat în cadrul organizației ARLUS; a fost reprezentantul român la comisia atomică de la Viena, membru al CC  al PMR . Valeriu Novacu a fost deputat în Marea Adunare Națională în sesiunile din perioada 1948 - 1952 și ambasador în Suedia în perioada 1953 - 1956.

## Distincții
- Ordinul „23 August” clasa a III-a (12 august 1959) „pentru activitate rodnică în dezvoltarea științei și culturii din Republica Populară Romînă”[3]
- Medalia „40 de ani de la înființarea Partidului Comunist din Romînia” (6 mai 1961) „pentru activitate îndelungată în mișcarea muncitorească și merite în opera de construire a socialismului”[4]